# Minamoto no Nakatsuna
Minamoto no Nakatsuna (falecido em 1180) foi o filho mais velho de Minamoto no Yorimasa, estava no serviço ativo, lutando na Batalha de Uji em 1180, durante as Guerras Genpei.
Nakatsuna, seu pai e seu irmão mais novo Kanetsune estavam tentando proteger o Príncipe Mochihito da perseguição dos samurais do Clã Taira. Enquanto Nakatsuna e seu irmão Kanetsune defendiam o templo Byōdō-in, seu pai Yorimasa procurou bloquear o avanço Taira junto com os monges guerreiros de Mii-dera Apesar do esforço as forças Taira conseguiram cruzar o rio e alcançar o exercito Minamoto. Yorimasa tentou ajudar o príncipe a escapar, mas foi alcançado por uma flecha.
Devido a esta falha ele se suicidou através do Seppuku, começando assim o precedente de se suicidar antes de se render. É o primeiro seppuku que se conhece na historia. Nakatsuna, morreu logo após a batalha.